# Гехлінген
Гехлінген (нім. Gächlingen) — громада  в Швейцарії в кантоні Шаффгаузен, округ Оберклеттгау.

## Географія
Громада розташована на відстані близько 120 км на північний схід від Берна, 11 км на захід від Шаффгаузена.
Гехлінген має площу 7,1 км², з яких на 7,9% дозволяється будівництво (житлове та будівництво доріг), 74,1% використовуються в сільськогосподарських цілях, 17,6% зайнято лісами, 0,4% не є продуктивними (річки, льодовики або гори).

## Демографія
2019 року в громаді мешкало 876 осіб (+12% порівняно з 2010 роком), іноземців було 9,5%. Густота населення становила 123 осіб/км².
За віковим діапазоном населення розподілялося таким чином: 19,5% — особи молодші 20 років, 58% — особи у віці 20—64 років, 22,5% — особи у віці 65 років та старші. Було 384 помешкань (у середньому 2,3 особи в помешканні).
Із загальної кількості 222 працюючих 78 було зайнятих в первинному секторі, 54 — в обробній промисловості, 90 — в галузі послуг.